# Rejon nyżniohirski
Rejon nyżniohirski (uk. Нижньогірський район) – jednostka administracyjna wchodząca w skład Republiki Autonomicznej Krymu na Ukrainy.
Rejon utworzony w 1923. Ma powierzchnię 1212 km² i liczy około 56 tysięcy mieszkańców. Siedzibą władz rejonu jest Nyżniohirski.
Na terenie rejonu znajdują się 1 osiedlowa rada i 18 silskich rad, obejmujących w sumie 58 miejscowości.